# Kostel svatého Jakuba (Hostivice)
Kostel svatého Jakuba je římskokatolický jednolodní kostel s gotickým kněžištěm, barokní lodí a mohutnou věží, který se nachází ve městě Hostivice na Husově náměstí. Zasvěcen je sv. Jakubovi Většímu a doložen je k roku 1277, což je zároveň nejstarší písemná zmínka o Hostivici, je však zřejmě ještě starší, protože v něm nacházejí zbytky románského zdiva. Během třicetileté války zpustl, poté jej nechal obnovit hrabě František Adam Eusebius ze Žďáru. Další významnou přestavbu provedla Anna Marie Františka Toskánská, která také nechala postavit sousední faru, na jejímž průčelí se nachází erb jejího rodu. V 19. století byla přistavěna ještě kaple u kněžiště.

## Popis
Mobiliář kostela je většinou barokní, jeho umělecky a historicky nejvýznamnější součástí je gotická Hostivická Madona, dřevěná soška, jejíž kopie se nachází na soklu po straně kněžiště; originál je uložen v depozitáři. 

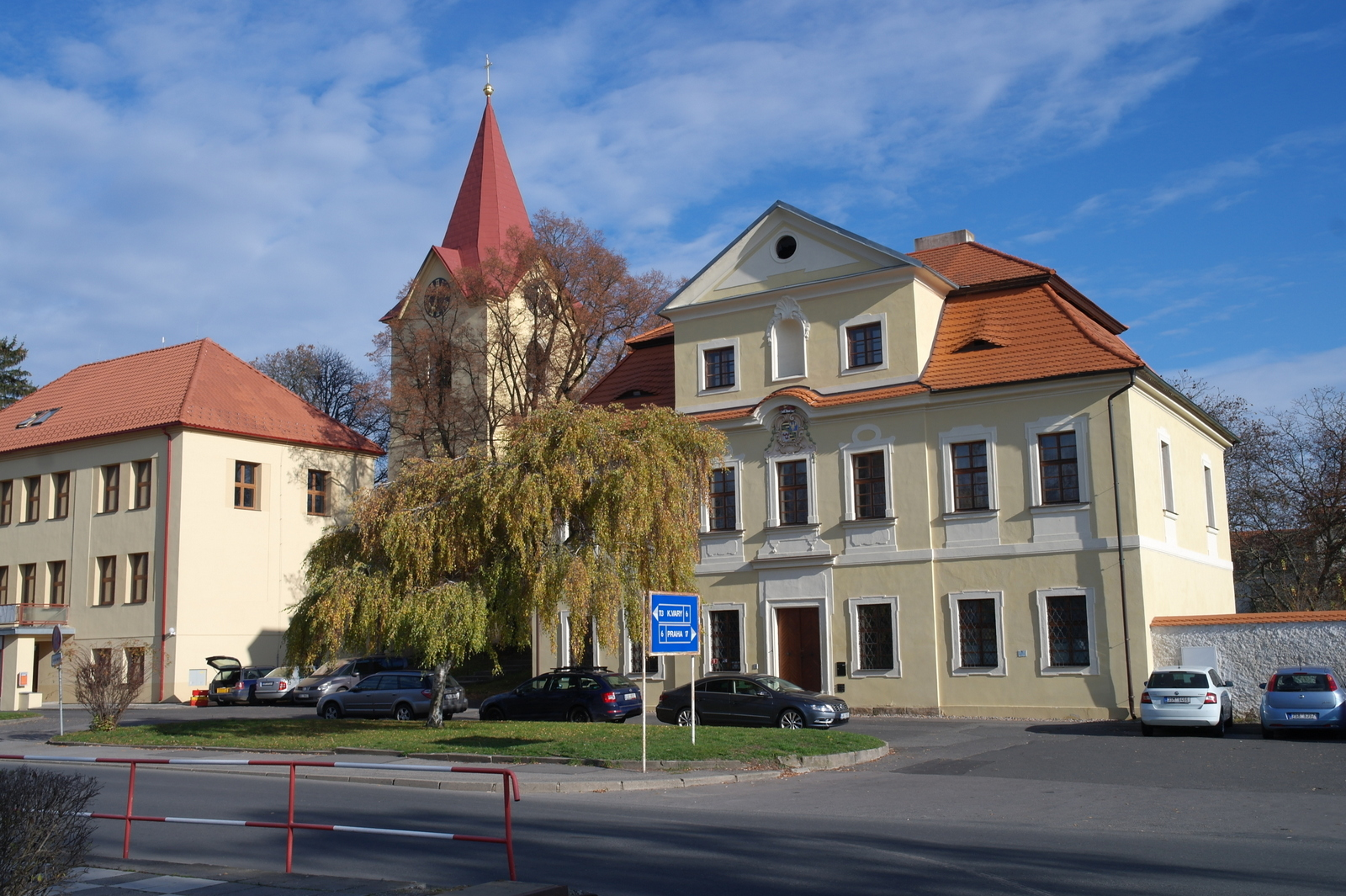
Fara a věž kostela při pohledu z Husova náměstí

Hlavní oltář sv. Jakuba s olejomalbou tohoto světce pochází ze Zákup, dva protějškové boční oltáře jsou rovněž barokní, původem z pražského augustiniánského kostela sv. Václava; v kněžišti je dále dřevěný oltář z 20. století instalovaný po reformách druhého vatikánského koncilu. Jednomanuálové varhany jsou barokní (letopočet na skříni 1783) se strojem z 19. století. Původní zvony byly zrekvírovány nebo zničeny za světových válek, takže na věži se nyní nachází umíráček z roku 1946 a větší zvon z roku 1970, dále jsou zde hodiny z roku 1871.
Kolem kostela je zahrada, bývalý hřbitov, z něhož se dochovaly dva silně poškozené kamenné náhrobky, nyní umístěné v ohradní zdi nalevo od vchodu. Proti bočnímu vchodu na kostelní zahradě stojí barokní socha sv. Jana Nepomuckého. Před vchodem do areálu kostela dále je krucifix se dvěma rovněž barokními sochami světců, sv. Jana Nepomuckého a sv. Františka z Assisi, a po obou stranách brány roste dvojice památných stromů, lip malolistých, chráněných pod jménem Lípy v Hostivicích.